# Елшибек
Елшибек (каз. Елшібек) — озеро в Мендыкаринском районе и Узункольском районе Костанайской области Казахстана. Находится в 17 км к северо-востоку от села Красная Пресня.
По данным топографической съёмки 1958 года, площадь поверхности озера составляет 1,7 км². Наибольшая длина озера — 2,5 км, наибольшая ширина — 1,5 км. Длина береговой линии составляет 5,9 км, развитие береговой линии — 1,26. Озеро расположено на высоте 160,1 м над уровнем моря.